# لوسیل رایبل-الرد
لوسیل رایبل-الرد (به انگلیسی: Lucille Roybal-Allard) نمایندهٔ حوزه انتخابیه چهلم کالیفرنیا از حزب دموکرات ایالات متحده آمریکا در مجلس نمایندگان ایالات متحده آمریکا است که برای نخستین‌بار در ۲۰ ژانویه ۱۹۹۳ میلادی به‌عضویت این مجلس درآمد.